# Bröleck
Bröleck ist ein Ortsteil der Gemeinde Ruppichteroth an der Bundesstraße 478. Hier fließen die Bröl und der Waldbrölbach zusammen.

## Entstehung
Den Ort mit seinem heutigen Namen gibt es erst seit dem 16. November 1956. Der zur Gemeinde Ruppichteroth gehörende Ort Felderhoferbrücke hatte nach Meinung von 95 % der dortigen Einwohner einen zu langen Namen. Die Gemeinde nahm den Antrag zur Änderung des Ortsnamens in Bröleck an. Die damals zur Gemeinde Winterscheid gehörenden Siedlungen Felderhof (erste urkundliche Erwähnungen 1487 als „Veld“, 1644 als „Velderhoff“), dem abgerissenen Forsthaus Tüschenhohn (1644 als „Tuschenhaen“), Sieferhof (1490 als „Syffen“), Haus Bröleck und Lindenhof schlossen sich mit Genehmigung des Winterscheider Gemeinderates dem neuen Ort an.

## Geschichte
1809 hatte der Felderhof 420 katholische Einwohner, der Sieferhof 18 und Tüschenhohn 10.
Felderhoferbrücke war in früheren Zeiten ein Haltepunkt der Bröltalbahn.
1910 wurde das Hotel-Restaurant Bahnhof von Johann Büscher betrieben. Er hatte mit Amt 13 einen der wenigen Telefonanschlüsse außerhalb von Ruppichteroth-Ort. Eine weitere Restauration war damals das Hotel-Restaurant Wilhelm Linke, dessen Witwe auch die Postagentur betrieb.

## Firmen
- Bei Bröleck ist die Fleischfabrik Willms Fleisch ansässig.
- Die ehemalige Bröltaler Kornbrennerei Gebr. Schönau K.G wurde 1907 von Dohle & Linke als Bröltaler Dampf-Kornbrennerei und Likörfabrik gegründet.
- 2017 wurden von den Schwestern vom Heiligen Namen Jesu aus Fanjeaux, einer dominikanischen Schulschwesterngemeinschaft, im ehemaligen Café Lindenhof der Kindergarten und die Grundschule St. Albert eröffnet.

## Persönlichkeiten
In Felderhoferbrücke wohnte von 1923 bis 1934 Fifi Kreutzer mit Ehemann Franz M. Jansen. Hier schrieb ihr Gast Josef Winckler an dem Roman Der tolle Bomberg.

## Einzelnachweise

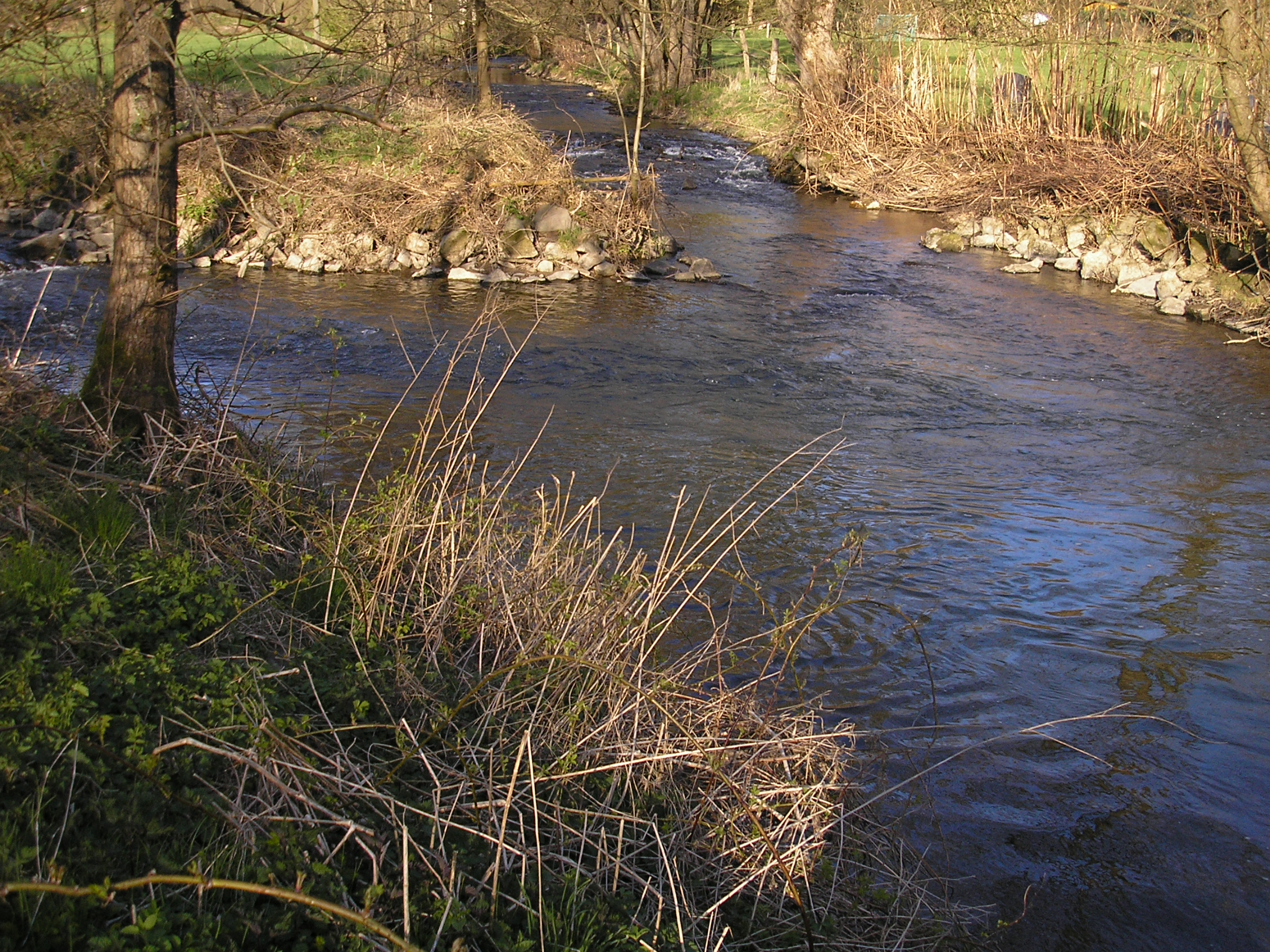
Der Waldbrölbach fließt in die Bröl
Felderhoferbrücke 1898 aus Sicht des Hotels Linke
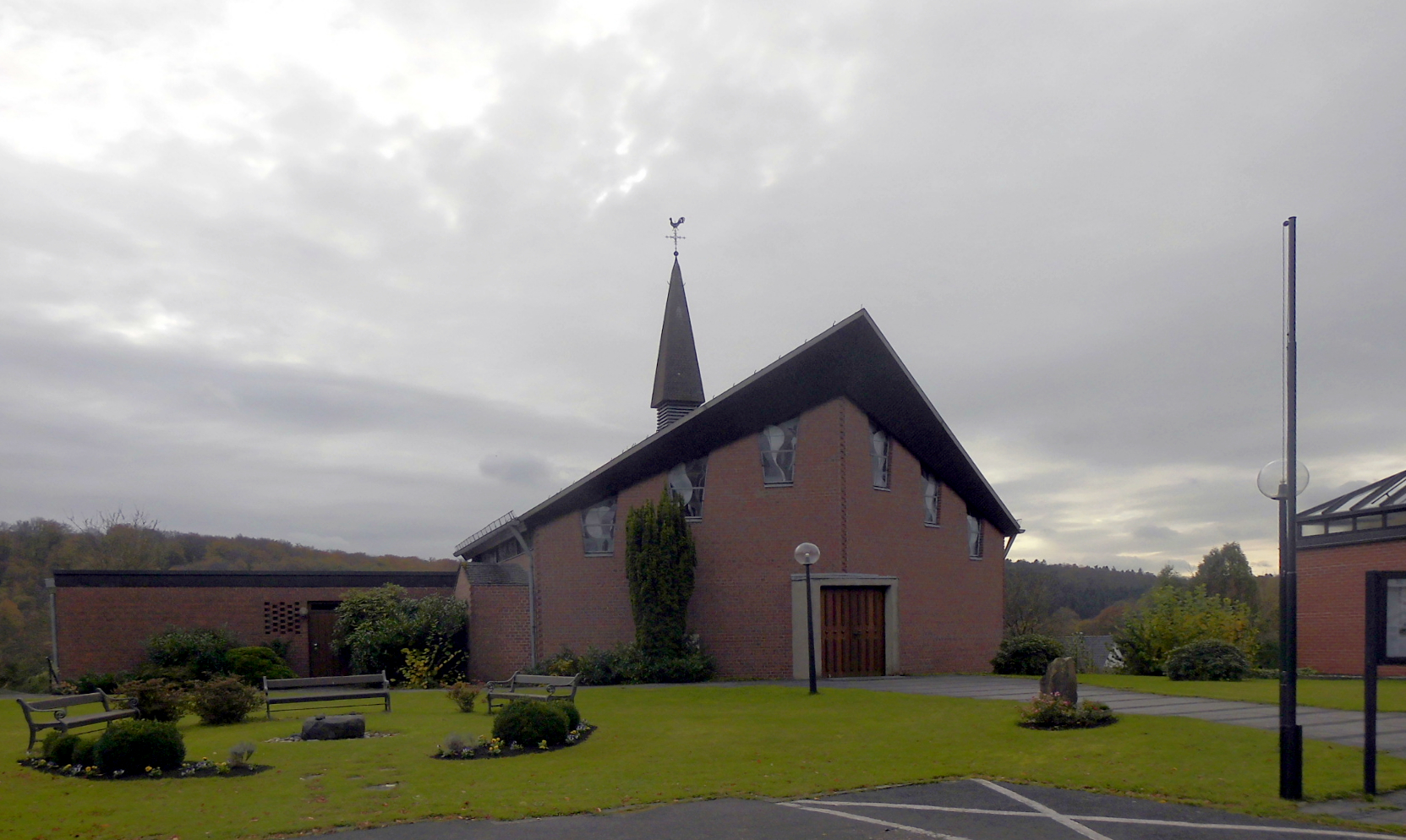
Kirche St. Josef
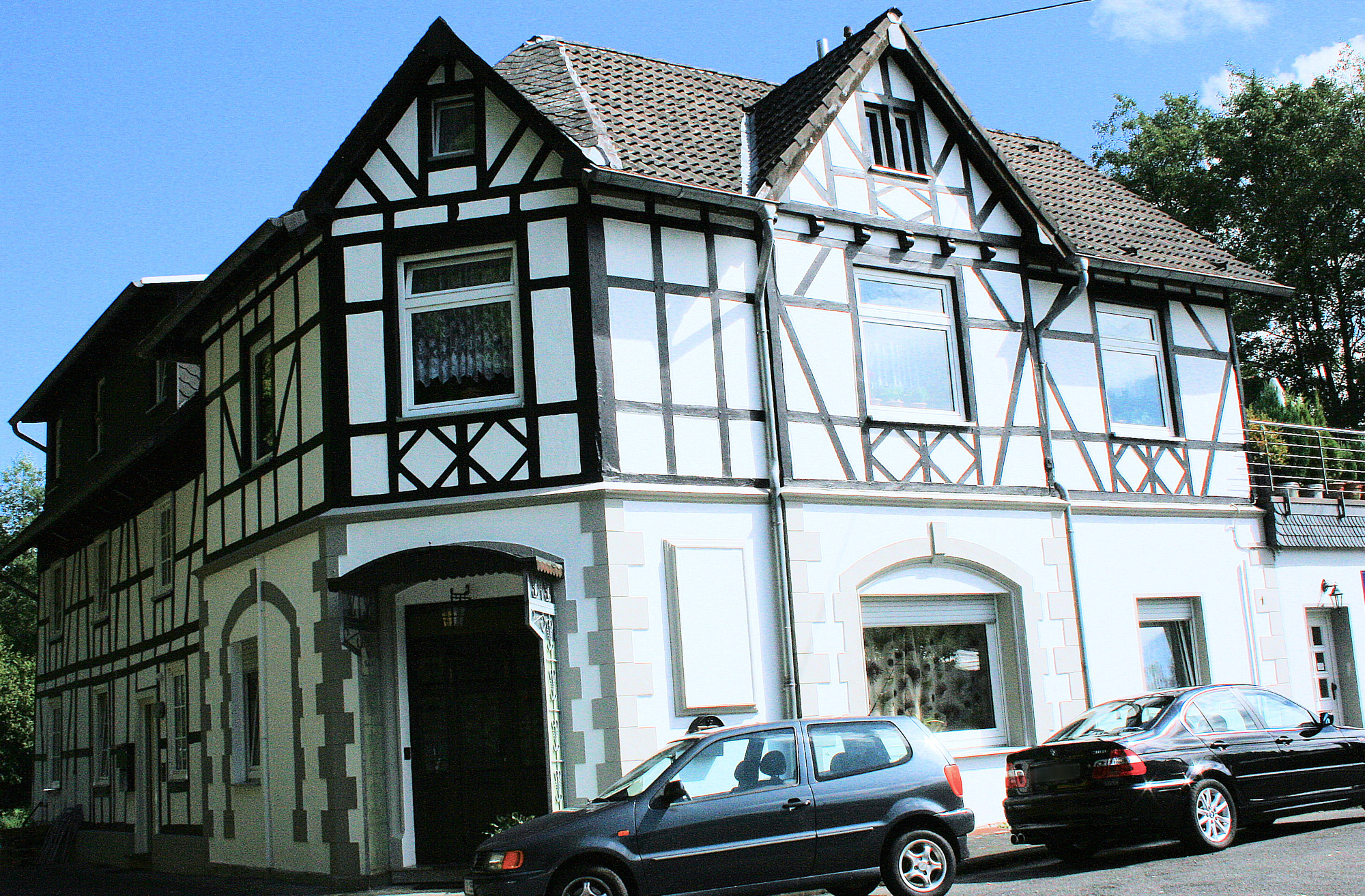
Das ehemalige Kaufhaus Schrahe
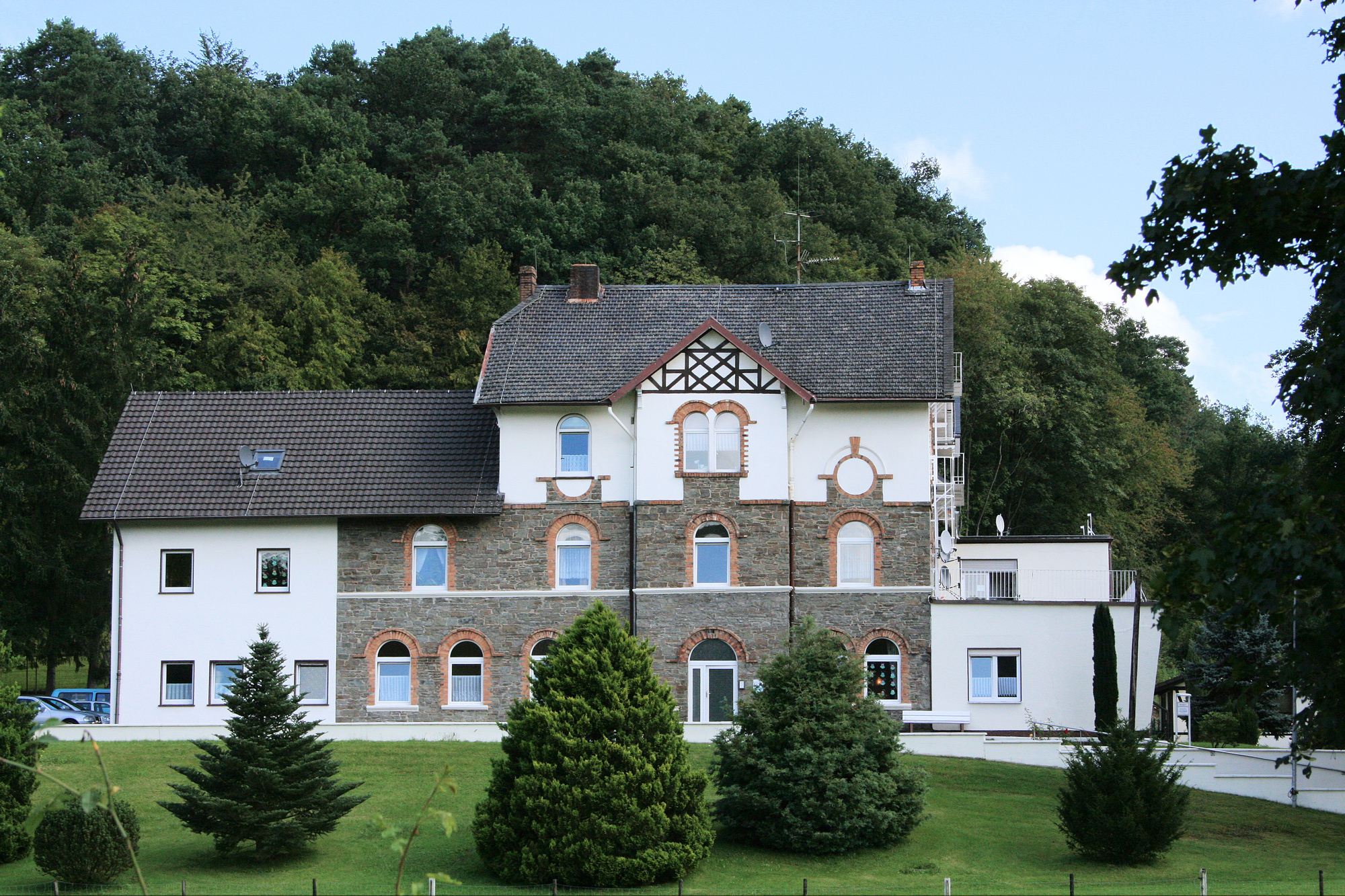
Altenheim „Haus Bröleck“, früher Hotel Linke und Schullandheim der Stadt Essen
Haus Bröleck, die Villa von Kommerzienrat Nikolaus Eich, Direktor der Mannesmann-Röhrenwerke